# Dusa Ödön
Dusa Ödön (álneve: Délceg Edmond) (Kolozsvár, 1943. január 7. – Stockholm,  2007. november 30.) erdélyi magyar előadóművész.

## Életpályája
Vegyes nemzetiségű erdélyi családból származott. Kolozsvárott pinceszínházat hozott létre, amelyet a román hatóságok nem néztek jó szemmel, 1970-ben fél évre börtönbe is zárták. 1980-ban Tar Károllyal közösen megalapította a kolozsvári Ifjúmunkás Zsebszínházat, amelynek művészeti vezetője, vezető színésze volt. 1986-ban a zaklatások és kilátástalanság Svédországig üldözték. Ezután váltakozva élt Stockholmban (nyáron) és Budapesten (télen). Budapesten egy legfeljebb tíz néző befogadására képes lakásszínházat létesített, ahol eredeti rendezésben és előadásban szórakoztatta közönségét.

## Munkássága
Dusa Ödön a  „legeredetibb önálló előadóművész, aki a hagyományos teatralitást az örök magányosság kiszolgáltatottjaként ötvözi egy személyes performációval, happeningjével. Saját kiadású hang- és videokazettái világszerte keresettek a magyarság körében.”

### Önálló estjeiből
- Kocsis István: Bolyai János estéje
- Dan Tărchilă: Tökéletes tolvaj
- Szeretni Tehozzád szegődtem (szerelmes versek)
- Pilinszky János: Sötét mennyország
- Ady Endre: A Halál rokona
- Kányádi Sándor: Fától fáig
- Nagy László és László György: Jövő-bűvölő
- Juhász Ferenc: Szívütés – üzenet
- Hamvadó szerelem – Válogatás a magyar irodalom legszebb szerelmes verseiből